# Bernhard Scholz

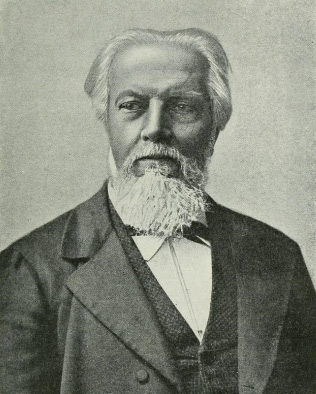
Bernhard Scholz

Bernhard Ernst Scholz (* 30. März 1835 in Mainz; † 26. Dezember 1916 in München) war ein deutscher Dirigent, Komponist und Musikpädagoge.

## Leben
Bernhard Scholz sollte zunächst das Geschäft seines Vaters Christian Scholz (Lithographische Druckerei und Verlag Jos. Scholz) übernehmen und lernte die Druckerei bei Imp. Lemercier in Paris. Er war ein Schüler von Ernst Pauer (Klavier) in Mainz, und 1855–1856 von Siegfried Dehn (Kontrapunkt) in Berlin. Er lernte auch Gesang für ein Jahr beim berühmten Gesangslehrer Antonio Sangiovanni in Mailand. Er unterrichtete 1856 Kontrapunkt am Münchner Konservatorium und war 1857 Theaterkapellmeister in Zürich, 1858 in Nürnberg und 1859–1865 in Hannover. Zwischen 1865 und 1866 war er Leiter der Società Cherubini in Florenz, unterrichtete auch am Stern’schen Konservatorium und Kullak’schen Konservatorium. 1871 bis 1883 leitete er den Orchesterverein zu Breslau. 1883 wurde er zum Direktor des Hoch’schen Konservatoriums in Frankfurt am Main ernannt (bis 1908).

## Familie
Bernhard Scholz heiratete am 1. September 1858 in Mainz Maria Luise Seyler (* 28. Juni 1834 in Mainz; † 30. April 1904 in Frankfurt am Main). Sie war eine Tochter des Notars Wilhelm Seyler (* 16. Dezember 1793 in Mainz; † 15. Oktober 1870 ebenda) aus dessen zweiter Ehe mit Regina Josepha Theyer (* 5. Juni 1807 in Alzey; † 24. Dezember 1864 in Mainz).
Das Paar hatte mehrere Kinder, darunter der Landschaftsmaler Richard Scholz.

## Werke

### Opern
- Carlo Rosa, 1858 in München
- Ziethen'sche Husaren, 1869 in Breslau
- Morgiane, 1870 in München
- Golo, 1875 in Nürnberg, 27. September 1875 in Frankfurt am Main,[2] Wiederaufführung am 1. November 1891 in Frankfurt am Main[3]
- Der Trompeter von Säkkingen, 1877 in Wiesbaden
- Die vornehmen Wirte, 1883 in Leipzig
- Ingo, 1898 in Frankfurt
- Anno 1757, 1903 in Berlin
- Mirandolina, 1907 in Darmstadt

### Orchesterwerke
- Sinfonie Nr. 1 B-Dur op. 60
- Sinfonie Nr. 2 a-Moll op. 80
- Capriccio a-Moll für Klavier und Orchester op. 35[4]
- Klavierkonzert H-Dur op. 57 (1883 im Druck erschienen)

### Kammermusik
- Streichquartett Nr. 1 G-Dur op. 46
- Streichquintett e-Moll op. 47
- Klavierquartett f-Moll op. 79
- 2 Klaviertrios
- 3 Violinsonaten
- 5 Cellosonaten
- Klaviermusik
- Lieder

## Publikationen
- Lehre vom Kontrapunkt und der Nachahmung, 1897
- Wohin treiben wir?, 1897
- Musikalisches und Persönliches, 1899
- Verklungene Weisen, 1911
- Siegfried Dehn: Lehre vom Kontrapunkt, dem Kanon und der Fuge (Hrsg. Bernhard Scholz). 1859, 2. Auflage 1883